# Rudinská
Rudinská é um município da Eslováquia, situado no distrito de Kysucké Nové Mesto, na região de Žilina. Tem 10,77 km² de área e sua população em 2018 foi estimada em 988 habitantes.

## Demografia
| Ano:        | 1994 | 2004   | 2014   | 2024   |
| ----------- | ---- | ------ | ------ | ------ |
| Broj ljudi: | 894  | 969    | 987    | 1035   |
| Razlika:    |      | +8,38% | +1,85% | +4,86% |

| Ano:               | 2023 | 2024   |
| ------------------ | ---- | ------ |
| Número de pessoas: | 1034 | 1035   |
| Diferença:         |      | +0,09% |